# Nasvidenje v naslednji vojni
Nasvidenje v naslednji vojni je slovenski film, ki je nastal po romanu Menuet za kitaro (Na petindvajset strelov) slovenskega pisatelja Vitomila Zupana.
Leta 1980 ga je režiral Živojin Pavlović. Film je dolg 115 minut.

## Igralci
- Metod Pevec
- Tanja Poberžnik
- Jožica Avbelj
- Ivo Ban
- Draga Potočnjak
- Brane Grubar
- Demeter Bitenc

## Vsebina
Na počitnicah v Španiji se srečata nekdanji slovenski partizan Berk in nekdanji nemški vojak Bittner, ki se je bojeval v Jugoslaviji. Sredi razgibane in razigrane Španije v svojih pogovorih obujata spomine na vojni čas, ki sta ga doživela kot nasprotnika. Iz zgodovinske razdalje skušata doumeti tiste poteze davnega spopada na življenje in smrt, ki med krvavim bojem niso bile dovolj razvidne. Njuni pogovori se prepletajo z živimi podobami osebnih spominov na ljudi in dogodke iz vojnega časa. Film je kontroverzna epska pripoved o intelektualcu v vojnem kaosu.